# Mizuki Noguchi
Misuki Noguchi (Kanagawa, 3 de julho de 1978) é uma atleta japonesa, campeã olímpica da maratona dos Jogos de Atenas em 2004.

## Carreira inicial
Começando a correr ainda no colégio, Mizuki fez fama no Japão e na Ásia como "rainha da meia-maratona" nos anos de virada do século, disputando 24 provas nesta distância e vencendo 14 delas, sendo derrotada por atleta japonesas em apenas duas. Com a popularidade da maratona cada vez maior no Japão, devido em grande parte à medalha de ouro de Naoko Takahashi em Sydney 2000, o que se traduzia em atenção da mídia, do público e de patrocinadores, Misuki tentou a distância maior pela primeira vez em 2002, estreando com vitória na Maratona Internacional Feminina de Nagoya. No ano seguinte, venceu a Maratona Internacional Feminina de Osaka com o tempo de 2h21m18s, a segunda melhor marca de uma japonesa na distância, atrás apenas da campeã olímpica Takahashi. Ainda em 2003, Noguchi conquistou a medalha de prata no Campeonato Mundial de Atletismo em Paris, na França.

## Atenas 2004
Selecionada para representar o Japão nos Jogos Olímpicos de Atenas, Nogushi se sagraria a segunda campeã japonesa consecutiva da prova, após uma batalha épica e carregada de drama pelas estradas e ruas de Atenas, num percurso extremamente difícil, com muitas subidas e sob um calor de 30 °C, derrotando entre outras a grande favorita e recordista mundial Paula Radcliffe, da Grã-Bretanha, que abandonou a corrida aos prantos completamente exausta e desnorteada pelo esforço e pelo calor em imagens levadas através da televisão a todo mundo, e tendo sua liderança ameaçada até os metros finais pela queniana Catherine Ndereba, outra favorita da prova e que a havia derrotado no campeonato mundial do ano anterior.

## Carreira posterior
Igualada a Takahashi em fama e conquistas, Nogushi a suplantaria em 2005, quando participou da mesma maratona em que Takahashi havia estabelecido o recorde mundial feminino quatro anos antes e venceu a Maratona de Berlim, quebrando a marca da compatriota em 34s, marcando 2h19m12s e estabelecendo novo recorde japonês e asiático para a distância.
Em preparação para Pequim 2008, Nogushi havia feito o segundo melhor tempo do mundo no ano anterior, quando venceu a Maratona Internacional Feminina de Tóquio em 2h21m37s. Entretanto, exames médicos feitos na atleta demonstraram a existência de fadiga muscular e uma lesão nas costas que a afastaram das competições. Com isso ela deixou de participar das Olimpíadas e das temporadas de 2009 e 2010. Retornou às corridas em novembro de 2011, com um 5º lugar na Zevenheuvelenloop 15 km, na Holanda. Ela tentou um lugar na equipe japonesa para os Jogos de Londres 2012, mas conseguiu apenas um sexto lugar na maratona classificatória em Nagoya. Em 2013, aos 34 anos, correu novamente a Maratona de Nagoia, ficando na 3ª posição com um tempo de 2h24m05s, bem inferior às melhores marcas do auge da carreira. Mesmo assim, o resultado lhe deu um lugar na equipe feminina que disputou a maratona no Campeonato Mundial de Atletismo de Moscou, em agosto do mesmo ano, mas Noguchi não conseguiu completar a prova, assim como outra campeã olímpica, a etíope Tiki Gelana.
Em março de 2020, Noguchi foi escolhida como primeiro atleta japonês a participar do revezamento da tocha olímpica dos Jogos de Tóquio 2020 na cidade de Olímpia, Grécia. Por causa da pandemia de Covid-19, o revezamento acabou cancelado depois de iniciado ainda na Grécia e os Jogos adiados.